# وینسنت لابان
وینسنت لابان (انگلیسی: Vincent Laban؛ زادهٔ ۹ سپتامبر ۱۹۸۴) بازیکن فوتبال اهل فرانسه است.
از باشگاه‌هایی که در آن بازی کرده‌است می‌توان به باشگاه فوتبال نانت، باشگاه فوتبال آسترا جورجو، باشگاه فوتبال دیگنیس آکریتاس، و باشگاه فوتبال آنورتوسیس فاماگوستا اشاره کرد.
وی همچنین در تیم ملی فوتبال قبرس بازی کرده‌است.